# 隆平陵
隆平陵是中国东晋第九任皇帝晋孝武帝司马昌明的陵墓。
晋孝武帝在太元二十一年（396年）九月二十驾崩。十月十四，葬于隆平陵。晋康帝与孝武定王皇后共葬。隆平陵在今江苏省南京市东紫金山西南麓。紫金山附近晋陵有晋康帝崇平陵、晋简文帝高平陵、晋孝武帝隆平陵、晋安帝休平陵、晋恭帝冲平陵。《元和郡县志》卷25上元县：晋孝武帝司马昌明隆平陵“在县东北二十里蒋山西南”。现在具体位置不详，有待发掘。